# Z213 : Exit
Z213 : Exit (titre précédent : Z213 Sortie) est la première partie de la trilogie Poena Damni de l'auteur grec Dimitris Lyacos, parue en 2009. 
En dépit d'être le début de l'ordre narratif, le livre est le dernier des trois à être publié. 
L'œuvre se développe comme une séquence d'entrées journalières enregistrant les expériences solitaires d'une personne sans nom, au cours d'un voyage en train, progressivement transformé en une exploration intérieure des frontières entre le soi et la réalité. Le voyage est aussi semblable à l'expérience d'une quête religieuse. Une variété de références bibliques, principalement de l'Ancien Testament, est incorporée dans le texte qui est souvent fracturé et se prive de ponctuation. 
La plupart des critiques placent Z213: Exit dans un contexte postmoderne en explorant ses relations avec des auteurs tels que Samuel Beckett et Cormac McCarthy, tandis que d'autres soulignent ses affinités modernistes et le fondement ferme de l'œuvre sur les textes classiques et religieux.

## Synopsis

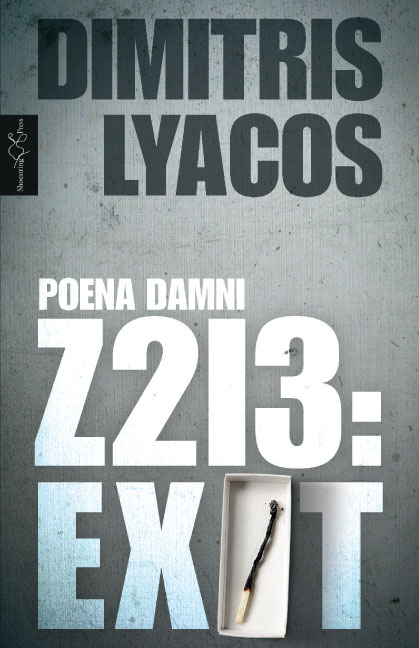
Z213: Exit (Édition anglaise)

L' œuvre raconte, sous le forme d'un journal personnel, alternant poésie et prose postmoderne, les errances d'un homme qui s'échappe d'un bâtiment gardé et parcourt un univers déformé qui ressemble aux séquelles d'une calamité indéfinie. Il devient évident à partir des premières entrées dans le journal que le narrateur / protagoniste s'enfuit de ce qui semble être un emprisonnement dans un bâtiment composé de gardes et de personnel et d'où des gens sont inexplicablement emmenés afin d'être jetés dans des fosses. Le fugitif quitte le camp pour se rendre à la gare voisine et commence ensuite un voyage qu'il enregistre dans un livret « biblique » trouvé qu'il transforme en journal. Peu à peu, au cours du voyage, un sentiment de paranoïa s'ensuit et l'idée d'être poursuivi devient une préoccupation de plus en plus centrale. 
Cependant, il n'y a pas de poursuivants à identifier et la chasse supposée reste un mystère jusqu'à la fin. En même temps, l'environnement semble faire allusion à un état futuriste décadent de nature totalitaire. Le parcours est tracé de façon indéterminée, bien que les références obliques créent un sentiment de vide spatio-temporel. Le narrateur semble aller de l'avant tout en étant englouti dans ses propres fantasmes de cauchemar. Z213: Exit se termine par une description d'un sacrifice où le protagoniste et une « foule affamée qui fête », rôtissent un agneau sur une broche, coupent et dépouillent son corps encore bêlant et enlèvent ses entrailles comme pour observer un rite sacré. L'atmosphère est accentuée par la mise en place d'un terre désertique qui pourrait être (ce n'est jamais explicite) le résultat d'une guerre qui a laissé le paysage en ruine. Toutefois, l'impression générale rappelle une quête spirituelle ou une expérience eschatologique.

## Titre
Le titre du livre semble présenter un cas de surdétermination, et une variété de suggestions ont été faites, pointant vers directions différentes dans le texte. Il y a une impression générale que, compte tenu du contenu du livre comme journal fictif d'un évadé, Z213 pourrait indiquer le nombre unique de détenu, le quartier, ou la section dans un centre de détention supposé. Un certain nombre d'autres interprétations ont été proposées comme suit :
1. L'heure du départ initial du protagoniste de la gare est 21.13. Le même passage fait référence à Ulysse et à Moïse, deux archétypes vagabonds[9].
2. Dans Matthieu 2:13, un ange invite Marie et Joseph à fuir en Égypte pour éviter le massacre d'Hérode[9].
3. 1313 - c'est-à-dire 13 répétés deux fois est l'année de la Traversée de la Mer Rouge, ainsi que l'année de la révélation sur le Mont Sinaï[12].
4. En 213 BCE les brûlures majeures de livres ont eu lieu en Chine après la décision par l'empereur Qin Shi Huang[9].
5. 213 AD est l'année de la mise en œuvre de la Constitutio Antoniniana selon laquelle tous les hommes libres ont eu droit à la citoyenneté romaine à l'exception des Dediticii. Le livre fait référence à eux et à un état d'apatridie[9].
6. Le livre fait une référence oblique à une substance sans nom qui semble provoquer des états d'hallucination: Selon le protagoniste du livre, la lettre Z est la deuxième lettre du nom de la substance et est suivie de «quelques nombres»[13].
7. La lettre Z est liée à la racine du mot Azazel (לַעֲזָאזֵל la-aza'zeyl), désignant le bouc émissaire jeté dans le désert dans le Lévitique 16. Une référence explicite à l'extrait du Lévitique est faite dans le livre[14].

## Thèmes
Le travail tourne autour d'une variété de thèmes interconnectés, avec la quête et le bouc émissaire, à la fois dans sa dimension sociale et sa dimension religieuse, étant des préoccupations prédominantes. Par l'évasion et l'aliénation progressive du personnage principal du livre fuyant une structure qui est présentée comme une sorte de confinement, un individu est montré être la victime putative d'un ordre de persécution. Ceci est encore compliqué par le traumatisme sous-jacent d'un effondrement social -réel ou imaginaire- dont les détails se déroulent au cours du voyage du narrateur. L'exposition en dehors des limites d'un monde familier est également préjudiciable à la composture de soi et de la réalité que le narrateur / l'auteur doit rétablir. Le bannissement entraîne la lutte pour reconstruire un univers familier, par la formation d'expériences nouvelles et l'assimilation d'expériences parfois incompréhensibles, cauchemardesques ou hallucinatoires. Réinventer une «réalité personnelle», se rapportant aux autres et cherchant une base métaphysiquement ferme sont des préoccupations majeures menant à l'angoisse existentielle et un sentiment croissant de paranoïa. Simultanément, il y a un effort pour atteindre un Dieu absent qui semble s'éloigner constamment de la portée du protagoniste, évoquant les expériences décrites par les mystiques de la théologie négative, L' Enfer de Dante et Le Livre de Job.

## Style
Z213 : Exit alterne poésie et prose, pour représenter les pensées et les expériences intérieures de son personnage principal. Les tropes poétiques se combinent avec un style presque télégraphique, omettant des articles et des conjonctions, tout en utilisant la rhétorique de la forme journalière ; le style est principalement conversationnel, avec violations et distorsions de la grammaire.AAAA
Les phrases et les lacunes flottantes forment parfois une syntaxe brisée, déstructurée, laissant suffisamment d'échappatoires à travers lesquelles les craintes subconscientes du protagoniste sont exprimées.
Les images religieuses et un style de langage biblique sont au centre de l'œuvre, avec des citations de l'Ancien Testament, principalement la Torah, ainsi que des références à la littérature grecque antique. 
La plupart du temps, elles sont parfaitement intégrés dans le texte qui devient une partie intégrante du récit du protagoniste. 
Sur le plan linguistique, le texte lui-même crée un paysage fragmenté représentant ainsi la fracture des relations temporelles et spatiales au sein de l'univers décomposée au cours du voyage (?).
En fin de compte, le texte semble obtenir son statut indépendant, il change de forme, s'organise et se réorganise(?).

## Historique des publications et réception
Le texte grec original (titre grec : Z213: ΕΞΟΔΟΣ) est publié pour la première fois en 2009. La traduction anglaise par Shorsha Sullivan, parue en 2010, chez Shoestring Press, reçoit un nombre significatif de critiques unanimement positives.Le critique Michael O 'Sullivan salue le livre comme une description merveilleusement sombre mais attrayante de ce qui pourrait être décrit comme une philosophie des sorties et des entrées et comme placé confortablement parmi des œuvres telles la nouvelle de Kafka "Devant la Loi" et  le poème de Beckett "Dieppe". Robert Zaller, critique de littérature et spécialiste de Robinson Jeffers, considère le livre comme « l'une des œuvres littéraires les plus importantes et les plus stimulantes à venir de la Grèce dans la génération passée » (?). L' ouvrage est considéré comme un exemple caractéristique de la technique de fragmentation dans la littérature contemporaine, tout en étant perçu comme un héritier de la poésie épique, en moulant la tradition ancienne de récit dans un idiome postmoderne. 
Z213: Exit appartient au canon des textes postmodernes publiés dans le nouveau millénaire et la trilogie "Poena Damni" est la seule œuvre grecque dans le contexte de la littérature postmoderne. 
Du point de vue commercial, le livre a été un best-seller de la poésie grecque contemporaine traduit en anglais. 
Une nouvelle version révisée  (ISBN 9781910323625) paraît en octobre 2016. 
L' édition française du livre, traduit par Michel Volkovitch, est publiée en 2017 par la maison d'édition "Le Miel des Anges".